# Друцький замок
Дру́цький за́мок. Існував XIV — XVII ст. у середньовічному місті Друцьк (біля сучасного села Друцьк, Толочинський район, Вітебська область).

## Опис
Був оточений високим валом і глибоким ровом. Відомості про замок є в документах 1544, 1545 і 1549 рр., а також у «Хроніках Європейської Сарматії» (1578, 1581 рр.) А. Ґваньїні. Друцький замок постійно позначався на картах Європи 1562, 1589, 1595 та 1613 рр. Він занепав, можливо, в середині XVII ст. У документах періоду війни між Росією та Річчю Посполитою 1654—1667 рр. про Друцький замок немає жодної згадки.